# Pristaulacus excisus
Pristaulacus excisus är en stekelart som först beskrevs av Turner 1922.  Pristaulacus excisus ingår i släktet Pristaulacus och familjen vedlarvsteklar. Inga underarter finns listade i Catalogue of Life.